# Topica
Die Topica sind ein Werk des Marcus Tullius Cicero, in dem er sich mit Themen der Rhetorik und dabei besonders mit der Topik des Aristoteles auseinandersetzte. Cicero schrieb das Buch auf der Seereise nach Griechenland im Jahr 44 v. Chr.

## Inhalt
Der Widmung an Gaius Trebatius Testa folgt eine Aufzählung der Methoden zur Auffindung von Argumenten, um einer strittigen Sache Glaubwürdigkeit zu verschaffen (locus (lat.), τοπική (griech.)). Im Folgenden werden die loci noch einmal ausführlicher vorgestellt. Dieser Teil ist hauptsächlich der Topik des Aristoteles verpflichtet. Die Beispiele, die ausschließlich dem juristischen Bereich entnommen sind, stammen allerdings nicht aus dieser Quelle.
In §§ 54–57 legt Cicero mehrere Modi elementarer Syllogismen dar. Er benutzt aber nicht dieses griechische Lehnwort, sondern schreibt von conclusio argumenti, von der argumentativen Schlussweise der dialectici.
Ab § 79 entwickelt Cicero den Begriff der Untersuchungsgegenstände (quaestiones), die in Reden auftreten, und stellt sie in Beziehung zu geeigneten loci. Von § 91 an geht er auf spezielle Reden (Lobrede, Sachvortrag etc.) ein.

## Weiterleben und Überlieferung
Die Schrift hatte großen Einfluss auf nachfolgende Autoren. Ciceros Ausführungen über das Definieren (§§ 1–35) bildeten den Leitfaden in der ersten Hälfte des Buches De definitionibus des Gaius Marius Victorinus, in dem Cicero auch mehrfach genannt wird.
Anicius Manlius Severinus Boethius verfasste Anfang des 6ten Jahrh. sein Werk Anicii Manlii Severini Boethii commentarii in Ciceronis topica, das im frühen Mittelalter häufig rezipiert wurde. Es sind etwa 140 Handschriften bekannt (zum Teil kurze Fragmente), die ältesten aus dem 9ten Jahrh. Paulus Manutius edierte das Werk zusammen mit einigen anderen mit ähnlichem Thema 1559, und D. M. Lambinus nahm es 1566 in seine Cicero-Gesamtausgabe auf. Karl Bayer gab 1953 eine Edition mit Übersetzung in die deutsche Sprache heraus und Tobias Reinhardt 2003 Edition und Übersetzung in die englische Sprache.

## Ausgaben
- M. Tullius Cicero: Topica. Herausgegeben, übersetzt und erläutert von Karl Bayer, München 1993.
- Marcus Tullius Cicero: Topica. Edited with a translation, introduction and commentary by Tobias Reinhardt. Oxford 2003.
- Marcus Tullius Cicero: Topik. Übersetzt und mit einer Einleitung herausgegeben von Hans Günter Zekl, Hamburg 1983.